# Graella d'Amsler

Graella d'Amsler amb fons blanc i línies negres.

La graella d'Amsler o reixeta d'Amsler, usada des de 1945, és una quadrícula de línies horitzontals i verticals que s'utilitza per supervisar el camp visual central d'una persona. La graella va ser desenvolupada per Marc Amsler, un oftalmòleg suís. És una eina de diagnòstic que ajuda a la detecció d'alteracions visuals causades per canvis a la retina, en particular la màcula (per exemple, degeneració macular, membrana epiretinal), així com del nervi òptic i la via visual al cervell. La graella d'Amsler normalment ajuda a detectar defectes en els 20 graus centrals del camp visual.
En la prova, la persona mira amb cada ull per separat el punt petit del centre de la graella. Els pacients amb malaltia macular poden veure línies ondulades o poden faltar algunes línies.
Les graelles d'Amsler són subministrades per oftalmòlegs, optometristes o des de llocs web i es poden utilitzar per provar la seva visió a casa.
La graella d'Amsler original era en blanc i negre. Una versió en color amb una quadrícula blava i groga és més sensible i es pot utilitzar per provar una gran varietat d'anormalitats de la via visual.

## Galeria

Graella d'Amsler original (fons negre amb línies blanques)
- Graella d'Amsler per imprimir. Situar-la a 33 cm i, amb cada ull, mirar al punt central.
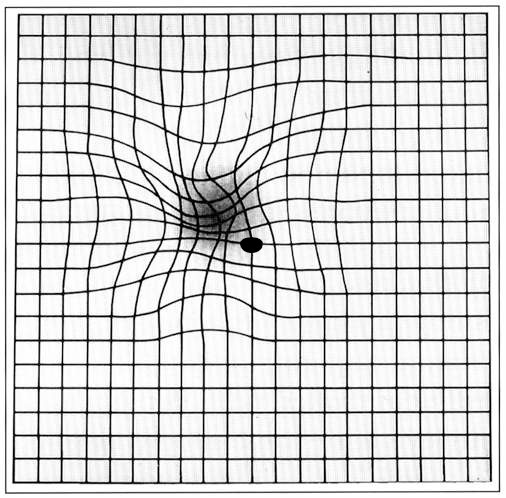
Simulació de la visió en cas d'una degeneració macular avançada